# Katrin Heß
Katrin Heß (ur. 26 czerwca 1985 w Akwizgranie) – niemiecka aktorka, aktorka głosowa i modelka.
Katrin Heß ukończyła dwuletnią szkołę aktorską Arturo Schauspielschule w Kolonii. Od lutego 2008 do września 2009 roku grała w serialu ARD Zakazana miłość.
Od marca 2011 do listopada 2019 roku grała w serialu RTL Kobra – oddział specjalny, jako Jennifer (Jenny) Dorn.

## Filmografia
- 2008: 112 – Sie retten dein Leben jako Pia Benning
- 2008–2009: Zakazana miłość (Verbotene Liebe) jako Judith Hagendorf
- 2011: Alles Bestens jako Penny Sturm
- 2011: Countdown – Die Jagd beginnt jako Susa
- 2011–2019: Kobra – oddział specjalny jako Jenny Dorn
- 2011: Romeo i Romeo jako Opiekunka Jessy
- 2011, 2016: SOKO Köln jako Ilka Kloster, Jennifer Kirchner
- 2012: Danni Lowinski jako Heidi Taunus
- 2012-2014: Die Garmisch-Cops jako Sandra Lehmann
- 2014–2016: Herzensbrecher – Vater von vier Söhnen jako Lea Mommsen
- 2014: Das Traumschiff
- 2015: Einstein jako Caro
- 2015: Meuchelbeck jako Pani Geldermacher
- 2016: Heldt jako Vanessa Kochlowski
- 2017: Hubert und Staller jako Caro Sendele
- 2018: Der Bergdoktor jako Sabine "Bine" Görner
- 2018: Frühling jako Kobieta